# Karol Siergiej

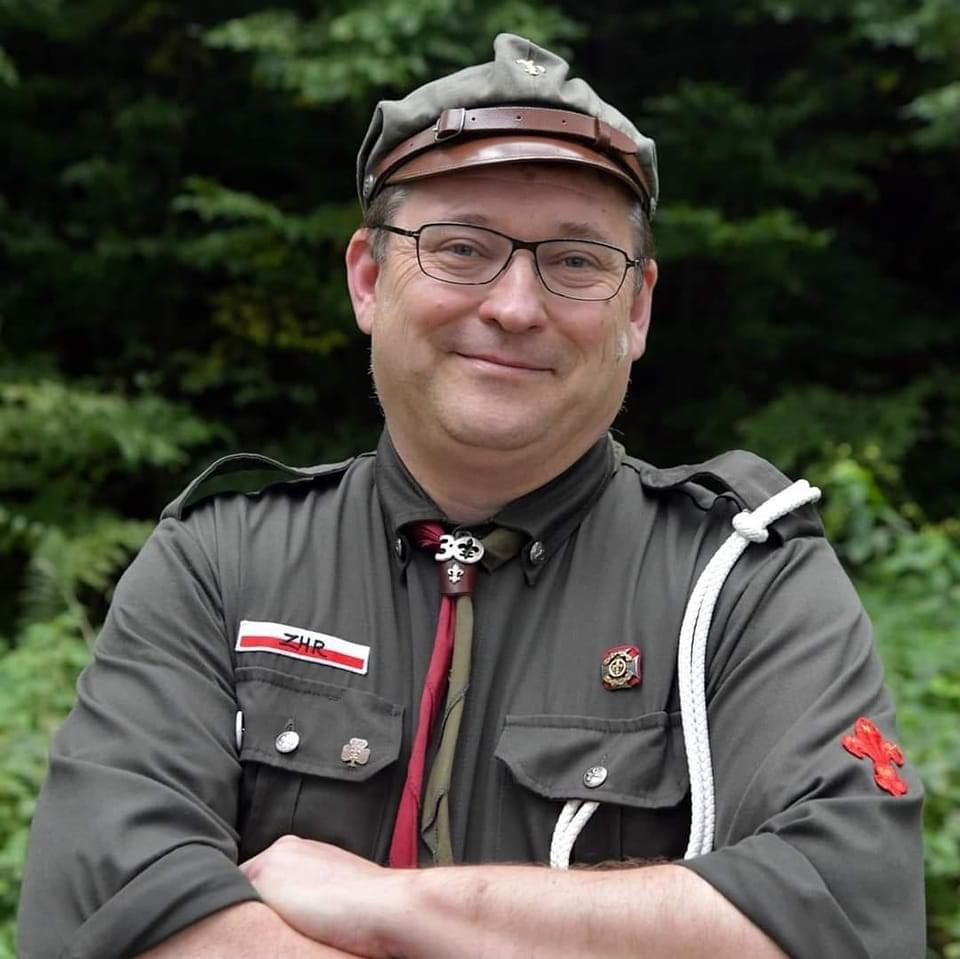
Karol Siergiej

Karol Siergiej – polski radca prawny i działacz harcerski, harcmistrz. Przewodniczący Związku Harcerstwa Rzeczypospolitej w latach 2021–2023.

## Życiorys
Jest absolwentem Uniwersytetu Mikołaja Kopernika w Toruniu z 1995. Aplikację radcowską odbył w latach 1996–1999. Był pracownikiem Powszechnego Banku Kredytowego S.A. w latach 1994–1995, a następnie do 2000 pracował jako specjalista w Okręgowym Inspektoracie Pracy w Olsztynie. Od 2000 jest wspólnikiem w Kancelarii Radców Prawnych Siergiej i Partnerzy. Specjalizuje się w prawie pracy.
Był między innymi wiceprzewodniczącym ZHR. 28 sierpnia 2021 podczas XVII Zjazdu Związku Harcerstwa Rzeczypospolitej został wybrany na przewodniczącego ZHR.
W 2024 odznaczony Krzyżem Kawalerskim Orderu Odrodzenia Polski.